# Liste der Monuments historiques in Bégard
Die Liste der Monuments historiques in Bégard führt die Monuments historiques in der französischen Gemeinde Bégard auf.

## Liste der Bauwerke
| Bezeichnung             | Beschreibung | Standort                | Kennzeichnung | Schutzstatus   | Datum     | Bild           |
| ----------------------- | ------------ | ----------------------- | ------------- | -------------- | --------- | -------------- |
| Wegekreuz               |              | Route de la Gare (Lage) | PA00089019    | Inscrit        | 1925      | weitere Bilder |
| Menhir von Kerguézennec |              | Kerguézennec (Lage)     | PA00089022    | Classé         | 1889      | weitere Bilder |
| Kirche Saint-Méen       |              | Lannevent (Lage)        | PA00089021    | Inscrit        | 1964      | weitere Bilder |
| Kirche Ste-Geneviève    |              | Guénézan (Lage)         | PA00089020    | Inscrit        | 1964      | weitere Bilder |
| Kapelle von Botlézan    |              | (Lage)                  | PA00089018    | Inscrit Classé | 1964 1981 | weitere Bilder |

## Liste der Objekte
- Monuments historiques (Objekte) in Bégard in der Base Palissy des französischen Kultusministeriums